# Liste der FFH-Gebiete im Landkreis Erding
Die Liste der FFH-Gebiete im Landkreis Erding zeigt die FFH-Gebiete des oberbayerischen Landkreises Erding in Bayern. Teilweise überschneiden sie sich mit bestehenden Natur-, Landschaftsschutz- und EU-Vogelschutzgebieten.
Im Landkreis befinden sich sieben und zum Teil mit anderen Landkreisen überlappende FFH-Gebiete.
| Aufgelassene Sandgrube östlich Riding         | BW | 7638-301 WDPA: 555521993 | Landkreis Erding                                                               | | ⊙ | 3,00     |  |
| Gräben und Niedermoorreste im Erdinger Moos   |    | 7736-371 WDPA: 555522019 | Landkreis Erding, Landkreis München                                            | | ⊙ | 110,56   |  |
| Isarauen von Unterföhring bis Landshut        |    | 7537-301 WDPA: 555521966 | Landkreis Erding, Landkreis Freising, Landkreis München                        | auch in München, Landkreis Landshut, Landshut | ⊙ | 5.276,00 |  |
| Isental mit Nebenbächen                       |    | 7739-371 WDPA: 555522021 | Landkreis Erding, Landkreis Mühldorf am Inn                                    | | ⊙ | 766,01   |  |
| Mausohrkolonien im Unterbayerischen Hügelland |    | 7839-371 WDPA: 555522045 | Landkreis Erding, Landkreis Mühldorf am Inn, Landkreis Pfaffenhofen an der Ilm | Mausohrkolonien in 7 Kirchen in 7 Landkreisen: Zeilarn (PAN), Frichlkofen (DGF), Trostberg (TS), Gars/Inn (MÜ), Scheyarn (PAF), Hohenwart (AÖ), Schwindkirchen (ED). | ⊙ | 0,00     |  |
| Moorreste im Freisinger und im Erdinger Moos  |    | 7636-371 WDPA: 555521991 | Landkreis Erding, Landkreis Freising                                           | | ⊙ | 491,12   |  |
| Strogn mit Hammerbach und Köllinger Bächlein  | BW | 7637-371 WDPA: 555521992 | Landkreis Erding                                                               | | ⊙ | 328,04   |  |
| Legende für Fauna-Flora-Habitat               |    |                          |                                                                                | |   |          |  |

## Einzelnachweis
1. ↑  BfN, Natura 2000, FFH-Gebiet 7839-371

- Karte mit allen Koordinaten:
- OSM |
- WikiMap